# Oxypora glabra
Oxypora glabra är en korallart som beskrevs av Nemenzo 1959. Oxypora glabra ingår i släktet Oxypora och familjen Pectiniidae. IUCN kategoriserar arten globalt som livskraftig. Inga underarter finns listade i Catalogue of Life.